# Careless Whisper
Vous lisez un « article de qualité » labellisé en 2017.
Singles de George Michael
A Different Corner
(1986)
Singles par Wham!
Wake Me Up Before You Go-Go
(1984) Freedom
(1984)
Careless Whisper est la première chanson en solo de l'auteur-compositeur-interprète et producteur anglais George Michael. Écrite en 1981 par celui-ci avec la complicité d'Andrew Ridgeley, l'autre membre du groupe de musique pop Wham!, elle est enregistrée aux studios SARM West de Londres en octobre 1983. Le single sort en juillet 1984 au Royaume-Uni, sous le label discographique Epic. Trois mois plus tard, l'œuvre musicale apparaît parmi les titres de l'album Make It Big de Wham!.
Careless Whisper connaît un succès international immédiat. Cette ballade, qui parle d'une histoire d'infidélité, devient no 1 des hit-parades de nombreux pays, notamment le Royaume-Uni et les États-Unis. Elle annonce le début de la carrière solo de George Michael et devient un tube de la musique pop des années 1980, notamment grâce à son riff d’introduction, interprété au saxophone par Steve Gregory.
Depuis sa sortie, la chanson s'est vendue à six millions d'exemplaires dans le monde entier. Désormais promue classique parmi les slows populaires, elle a été reprise de très nombreuses fois par des artistes comme Gloria Gaynor, Julio Iglesias, ou encore les groupes Seether et Gossip.

## Genèse

### Composition
En 1979, George Michael et son ami d'enfance Andrew Ridgeley forment un groupe de musique ska, mais aucune maison de disques britannique n'accepte de leur signer un contrat. En 1981, George, qui a atteint la majorité, travaille au restaurant Bel Air de Northwood, près de Bushey, comme disc jockey. Dix ans plus tard, dans son autobiographie Bare, le chanteur raconte qu'il a commencé à écrire Careless Whisper dans le bus qui l'emmenait au travail : « Je me souviens que j'ai composé Careless Whisper en allant travailler (j'étais DJ au restaurant Bel Air). J'ai toujours écrit dans des autobus, des trains et des voitures. […] Pour Careless Whisper, je me rappelle exactement quand j'en ai eu l'idée et à quel endroit j'ai pensé à la partie de saxophone,. » George Michael déclare ensuite qu'il a imaginé la chanson pendant trois mois dans sa tête. Il termine son écriture avec la complicité d'Andrew Ridgeley, et tous les deux enregistrent une maquette de la chanson qui ne comprend que quatre accords de guitare. Au Bel Air, le DJ George Michael teste ce nouveau titre auprès des clients, qui lui font bon accueil,.

### Enregistrement et parution
En 1982, George et Andrew présentent plusieurs maquettes, dont celle de Careless Whisper, à Mark Dean, le responsable du label indépendant Innervision Records (en), distribué par CBS Records. Ce dernier écoute leurs compositions et offre un contrat aux deux garçons qui forment alors le groupe Wham!. En juillet 1983, Wham! sort son premier album, Fantastic. Il atteint la première place du classement des ventes au Royaume-Uni pendant deux semaines et se classe 83e au Billboard 200 américain,. À la même période, George Michael décide d'enregistrer une version plus aboutie de la maquette de Careless Whisper. Il se rend alors aux États-Unis pour y rencontrer le producteur Jerry Wexler. Avec sa collaboration, le chanteur enregistre entièrement son morceau aux studios de Muscle Shoals, dans l'Alabama, mais, lorsqu'il retourne au Royaume-Uni, il renonce à sortir la chanson produite par Wexler. Dick Leahy, son éditeur musical, lui conseille d'attendre et de retravailler son morceau. Pourtant, Mark Dean d'Innervision Records souhaite absolument le sortir. Dick Leahy l'en empêche en refusant de délivrer un contrat de licence pour les droits d'auteur. Finalement, en avril 1984, CBS Records ne renouvelle pas le contrat de Wham! avec Innervision et fait signer le groupe chez le label Epic.
En octobre 1983, George Michael enregistre une nouvelle version de la chanson au studio 2 de SARM West, à Londres,. Elle est ensuite mise de côté, tandis que Wham! effectue sa première tournée en Angleterre et enregistre son deuxième album studio. Après le single Wake Me Up Before You Go-Go, sorti en mai 1984, Careless Whisper est publiée au mois de juillet au Royaume-Uni sous le label Epic, comme un single de George Michael. En revanche, au Canada, aux États-Unis et au Japon, elle est éditée sous le nom de « Wham! featuring George Michael ». Le chanteur dédie ce single à ses parents, Jack et Lesley Panos. George Michael en est lui-même le producteur, et cosigne la chanson avec Andrew Ridgeley.
En novembre 1984 sort le deuxième album de Wham!, Make It Big, sur lequel une version longue de Careless Whisper est incluse. Elle est enregistrée peu de temps après le single aux studios Advision de Londres avec la participation du claviériste Andy Richards. Le reste de l'album est quant à lui enregistré au studio Miraval, dans le sud de la France, pendant l'été 1984. La même année, une édition spéciale du single de Careless Whisper sort au Royaume-Uni et au Japon. Elle contient une version instrumentale de la chanson, mais aussi l'ancienne version produite par Jerry Wexler en 1983,.

## Description

### Musique
Careless Whisper est une ballade au tempo modéré de 76 battements par minute, en ré mineur,. La signature rythmique est du 4/4. La gamme vocale du chanteur se situe entre les notes ré3 et ré5, celle du saxophone entre les notes fa#3 et do#5.
La version longue du titre, incluse dans Make It Big, s'ouvre sur la mélodie d'un synthétiseur et d'une guitare acoustique. Le premier couplet est ensuite introduit par un riff de saxophone alto joué par Steve Gregory. La claviériste Anne Dudley, qui déclare avoir participé à l'enregistrement de la chanson à Londres, raconte que George Michael a auditionné deux saxophonistes avant de choisir Steve Gregory. Elle ajoute : « George savait parfaitement où il allait, il savait exactement ce qu'il voulait. Et si vous analysez cette chanson, vous verrez que ce sont les quatre mêmes accords, joués en boucle. Tout le monde peut la jouer. » Chris Porter, ingénieur du son sur le morceau, se souvient quant à lui que onze saxophonistes ont participé aux auditions. En 2016, une journaliste du quotidien britannique The Independent déclare que Careless Whisper contient l'un des solos de saxophone les plus célèbres de la musique populaire. Rob Jovanovic, auteur d'une biographie sur le chanteur, la considère comme « une ballade délicate, pleine de mélancolie. » Par ailleurs, les parties de guitare acoustique et électrique sont interprétées par Hugh Burns, qui a participé en 1977 à l'enregistrement de Baker Street de Gerry Rafferty, morceau lui aussi connu pour son solo de saxophone.
En 1983, la version produite par Jerry Wexler est plus orchestrée et possède un son plus acoustique. Jimmy Johnson, l'ingénieur du son responsable de l'enregistrement aux studios de Muscle Shoals, indique que le batteur Roger Hawkins et le bassiste David Hood ont joué sur cette version du morceau. Simon Napier-Bell, le manager de Wham!, explique que George Michael l'a rejetée parce que le solo de saxophone ne correspondait pas à ses attentes ; il était « trop juste et trop bien exécuté » selon Napier-Bell.

### Paroles

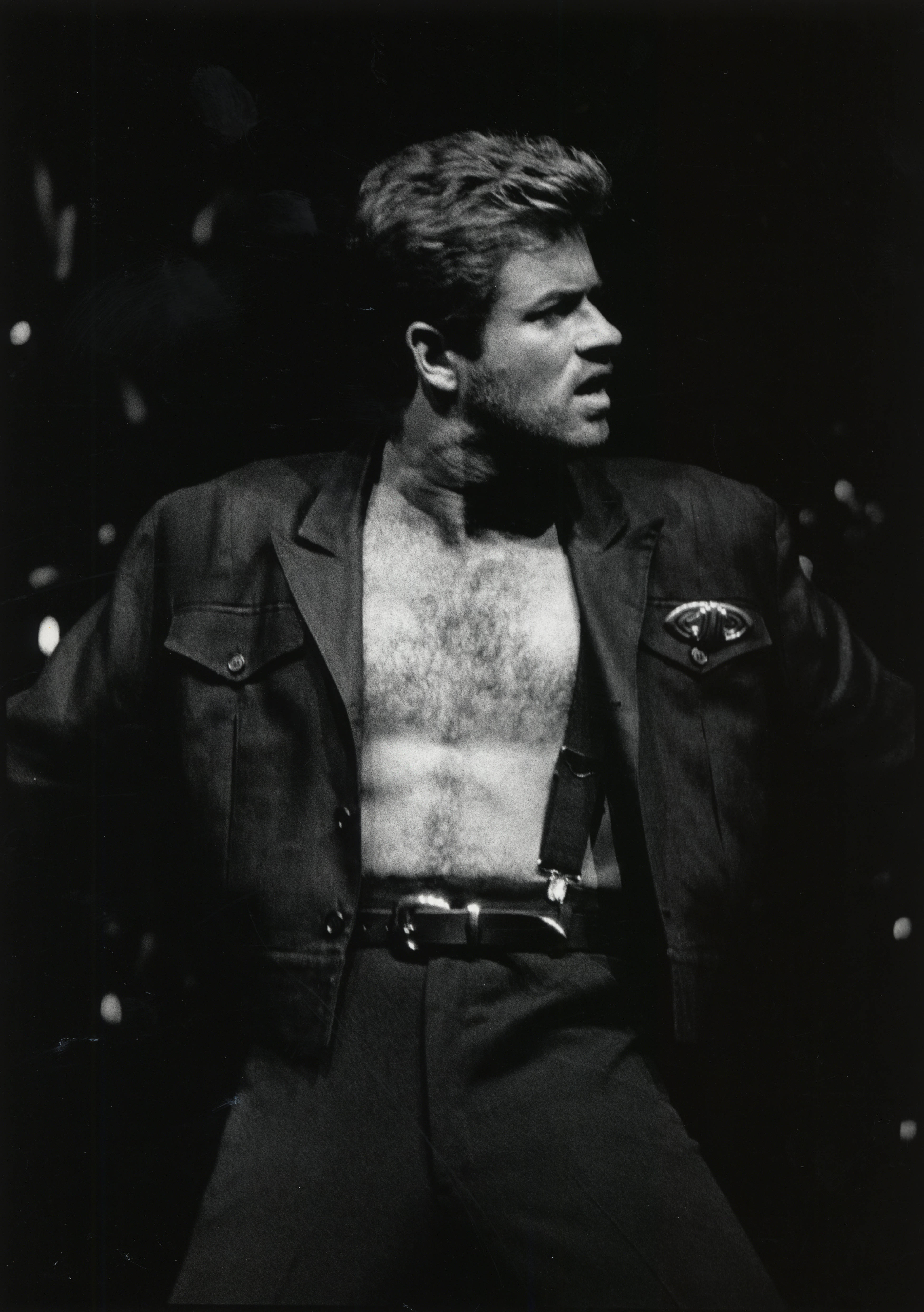
George Michael (ci-dessus, en 1988) déclare que Careless Whisper n'est pas une chanson d'amour mais une chanson sur l'infidélité, et que les gens l'ont en fait mal interprétée.

Les paroles de Careless Whisper sont écrites par George Michael pendant son adolescence. En 1981, Andrew Ridgeley participe également au processus d'écriture. La chanson s'inspire d'une histoire vécue par le chanteur à l'âge de seize ans. Alors qu'il est en couple avec une jeune fille nommée Helen Talkin, il vit en même temps une deuxième relation avec une certaine Jane. Dans Careless Whisper, George Michael imagine qu'Helen est au courant de son infidélité, même si elle ne l'a en réalité jamais su. Le refrain raconte que le garçon danse avec elle, et qu'il se sent coupable (« Guilty feet have got no rhythm », en français : « des pieds coupables ne peuvent plus être en rythme »),. Il sait que leur rupture est proche, et que c'est leur dernier moment ensemble (« So I'm never gonna dance again / The way I danced with you », en français : « Alors je ne danserai plus jamais / De la même façon que j'ai dansé avec toi »). Quelques années plus tard, George Michael porte un regard amusé sur cette évocation naïve de l'amour : « J'avais seulement dix-sept ans et je n'étais pas vraiment très expérimenté, surtout en ce qui concerne les relations amoureuses », déclare-t-il lors d'une interview.
En effet, Careless Whisper évoque une séparation douloureuse (« sad goodbyes », en français : « adieux déchirants ») entre deux personnes qui s'aiment (« I should've know better than to cheat a friend / And waste the chance that I've been given », en français : « Au lieu de tromper une amie, j'aurais dû avoir plus de bon sens / Et ne pas gâcher cette chance qu'on m'avait donnée »). Il implore son retour : « But now who's gonna dance with me / Please stay » (en français : « Mais maintenant qui dansera avec moi ? / S'il te plaît, reste »). Dans la version produite par Jerry Wexler en 1983, ces supplications sont remplacées par des paroles plus résignées : « But now it's never gonna be / That way » (en français : « Mais maintenant ça ne sera plus jamais / Comme avant »). L'amour reste un thème récurrent dans les chansons suivantes de George Michael, comme A Different Corner, I Want Your Sex, Fastlove ou Amazing, mais Careless Whisper est un exemple emblématique de sa carrière. Pourtant, son véritable sujet est davantage l'infidélité que l'amour. George Michael explique que « la chanson est très, très sinistre et triste et [que] les gens l'ont en fait mal interprétée, croyant qu'il s'agissait d'une gentille petite chanson d'amour, alors qu'elle est l'exact contraire. » En effet, le titre « Careless Whisper » ne se traduit pas en français comme « Un doux murmure » mais comme « Un murmure imprudent », à l'origine de la rupture du couple dans la chanson,. À ce propos, George Michael déclare dans son autobiographie qu'il n'est pas satisfait par la qualité de ses paroles et qu'il a du mal à comprendre qu'elles plaisent autant au public : « Je suis déçu de voir qu'on peut écrire un passage assez négligemment, et pas forcément un bon passage, alors qu'il signifie tellement de choses pour beaucoup de monde. C'est très frustrant pour un compositeur », dit-il.

## Réception

### Accueil de la presse
En 1985, le journaliste Christopher Connelly publie une critique de l'album Make It Big dans le magazine américain Rolling Stone. Lorsqu'il évoque Careless Whisper, il loue la technique vocale de George Michael mais déplore son « côté emphatique qui gâche la chanson. » Cependant, dans le même magazine, en 2014, la critique musicale Maura Johnston parle d'une « performance vocale passionnée », en harmonie avec « les plaintes du saxophone ». « Careless Whisper [est] inévitablement un énorme succès », ajoute-t-elle. La même année, Justin Myers de l'organisation britannique Official Charts Company se souvient du clip de la chanson : « une vidéo mémorable et extrêmement sophistiquée, où George Michael incarne l'image du chagrin d'amour ». Le journaliste ajoute : « C'est le morceau parfait pour une dernière danse en discothèque ». Sur le site internet AllMusic, Stephen Thomas Erlewine déclare que Careless Whisper devient « immédiatement un classique », prouvant pour la première fois que George Michael est « un solide artisan de la pop » et annonçant son album Faith à venir.

### Accueil commercial
Careless Whisper sort en juillet 1984 au Royaume-Uni et entre dans le hit-parade britannique le 4 août 1984 à la 12e place. Elle atteint la 1re place le 12 août, et y reste pendant trois semaines. En novembre, Careless Whisper fait partie des titres de l'album Make It Big de Wham!, qui connaît un succès mondial. Le single se vend alors, dans le monde entier, à six millions d'exemplaires. Le 16 février 1985, aux États-Unis, la chanson est no 1 au Billboard Hot 100, tandis que l'album se positionne en tête du Billboard 200 deux semaines plus tard,. Selon l'autobiographie du chanteur, Careless Whisper est également no 1 en Australie, au Brésil, au Canada, à Hong Kong, en Irlande, en Islande, en Italie, au Japon, aux Pays-Bas, au Portugal, en Suisse et au Venezuela. En France, elle ne dépasse pas la 3e place du hit-parade en février 1985.
Au Royaume-Uni, au cours de l'année 1984, Wham! réussit donc à être deux fois no 1 du hit-parade avec Wake Me Up Before You Go-Go et Freedom, et George Michael parvient également à se hisser à la 1re place en soliste grâce à Careless Whisper. En 1985, environ 500 000 copies de Careless Whisper ont été vendues aux États-Unis, environ 200 000 en France, et environ 80 000 au Canada,,. En 2003, les recettes du single dans le monde sont estimées à 1,5 million de livres (environ 1,7 million d'euros). Au Royaume-Uni, elle est la chanson de George Michael qui s'est le mieux vendue de toute sa carrière solo. En 2017, ses ventes britanniques sont supérieures à 1,5 million d'après l'Official Charts Company.
Après la mort de George Michael, survenue le 25 décembre 2016, un journaliste du tabloïd britannique The Sun fait campagne pour faire ressortir physiquement le single de Careless Whisper, et reverser les recettes à des associations caritatives. Andrew Ridgeley s'y oppose, et écrit, sur son compte Twitter, qu'il préférerait une chanson qui ne soit pas en rapport avec Wham! Cela n'empêche pas le morceau d'être massivement téléchargé sur la plateforme iTunes et écouté sur le site de streaming Spotify. Le 31 décembre 2016, Careless Whisper atteint la 7e place du hit-parade français, la 44e du UK Singles Chart au Royaume-Uni et la 73e du Single Top 100 aux Pays-Bas,,. Le 14 janvier 2017, elle se positionne à la 33e place du Billboard Hot 100 aux États-Unis. À la fin du mois de janvier 2017, Careless Whisper est le 2e titre de George Michael, après Last Christmas, qui s'est le plus vendu au Royaume-Uni après sa mort.

### Reconnaissance
George Michael a conscience du succès de sa chanson, si bien qu'il déclare : « Careless Whisper est plus évocateur que mon nom. Cela montre bien que cette chanson sonne vrai pour beaucoup de gens. » En 2009, un journaliste la décrit comme « la chanson que George Michael n'a plus besoin de chanter à ses propres concerts, parce que le public le fait pour lui ». En effet, Careless Whisper a marqué les années 1980 en étant no 1 dans de nombreux pays. Par ailleurs, plusieurs journalistes et critiques musicaux s'accordent à dire que son solo de saxophone s'est imprimé dans les esprits, au point de devenir « incontournable »,,,. Careless Whisper est devenue un classique du répertoire pop. Le claviériste Andy Richards, qui a participé à son enregistrement, a d'ailleurs tout de suite pensé qu'elle allait être « un énorme succès, c'était tellement évident,. »
Careless Whisper est surtout une chanson populaire, dont le clip a été visionné plus de 800 millions de fois sur YouTube en 2022. Elle est souvent utilisée comme slow en boîte de nuit, lors de mariages ou sous forme de karaoké, parfois au point de devenir virale sur internet,. En 2014, elle est même jouée lors de matchs de baseball aux États-Unis. Elle est aussi incluse dans la bande originale de films grand public comme Une nuit au Roxbury (1998), Baby Mama (2008), Famille recomposée (2014) ou Deadpool (2016),. Par ailleurs, en 2009, le plasticien britannique Jim Lambie nomme l'une de ses toiles en référence à ce titre.

### Distinctions
En 1985, Careless Whisper est nommée dans la catégorie meilleur single de l'année aux Brit Awards, mais Relax de Frankie Goes to Hollywood remporte le titre. Elle gagne néanmoins le prix britannique Ivor Novello de la chanson la plus aboutie (Most Performed Work), et est également nommée pour le prix de la meilleure musique et des meilleures paroles. Au Canada, elle est nommée pour le prix Juno du single international de l'année. En 1986, la chanson est nommée pour le prix du meilleur single pop rock pour un groupe aux American Music Awards. Cette nomination concerne Wham!, puisque le single n'est pas sorti sous le nom de George Michael aux États-Unis. En mai 2017, les auditeurs de la radio britannique Smooth Radio l'élisent no 1 au classement des meilleures chansons de tous les temps. En janvier 2022, elle arrive en tête d'un sondage dévoilé par l'animateur de radio Scott Mills sur BBC Radio 2 pour déterminer la meilleure chanson de l'artiste.

## Clip vidéo

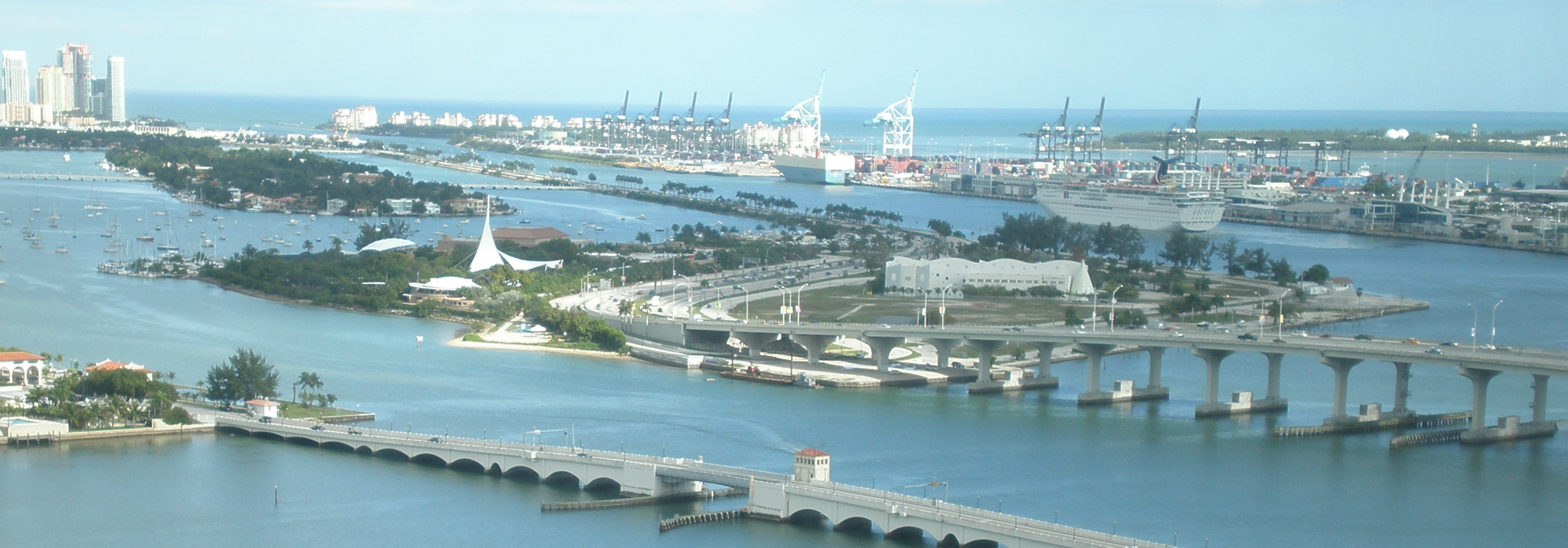
La plupart des scènes extérieures du clip sont tournées près des quais de l'île artificielle de Watson, à Miami (ci-dessus, en 2008).

Au cours du printemps 1984, George Michael se rend à Miami, aux États-Unis, pour tourner le clip de Careless Whisper dans la version produite par Jerry Wexler,,. Le clip raconte une histoire d'adultère, et illustre partiellement les paroles de la chanson. Un homme trompe sa petite amie, et, lorsque celle-ci découvre une autre femme dans sa chambre, elle s'enfuit en avion. L'homme essaie alors de la rattraper, mais il est trop tard. Il se retrouve définitivement seul, car sa maîtresse est elle aussi partie. George Michael joue le protagoniste, et le mannequin Lisa Stahl interprète la petite amie trompée. Le clip est réalisé à Miami par Duncan Gibbins, et est produit par Carina Camamile pour la société de production de Jon Roseman,,. Le budget est de 30 000 livres (environ 34 000 euros),. Le tournage extérieur se déroule près des quais de l’île artificielle de Watson, et certaines scènes sont tournées sur la terrasse d'un appartement des Grove Towers, dans le quartier de Coconut Grove.
Toutefois, George Michael n'est pas satisfait du résultat. Il estime que ses cheveux ont beaucoup trop frisé à cause de l'humidité qui règne en Floride. 17 000 livres (environ 19 000 euros) sont nécessaires pour retourner les scènes à Miami avec une nouvelle coiffure,. Finalement, de retour au Royaume-Uni, il décide de ne pas garder la version de Careless Whisper produite par Jerry Wexler et privilégie celle qu'il avait lui-même enregistrée en octobre 1983. Dès lors, certaines scènes de playback du clip ne sont plus exploitables et des images supplémentaires sont tournées au Lyceum Theatre de Londres par Andy Morahan, qui collaborera ensuite à nouveau avec le chanteur pour les clips de I Want Your Sex, Faith et Father Figure,. Cette fois, sur la scène du théâtre, George Michael interprète en playback la dernière version de Careless Whisper. Pour finaliser le clip, ces images de George Michael sont associées à celles tournées à Miami. L'histoire reste inchangée : un homme se retrouve seul après avoir trompé sa petite amie.

## Interprétations scéniques
Après la sortie de l'album Make It Big en novembre 1984, Wham! assure plusieurs séries de concerts pendant lesquels George Michael interprète Careless Whisper. En avril 1985, il la chante notamment devant un public chinois, et sa prestation est filmée pour le documentaire de Lindsay Anderson, Wham! in China: Foreign Skies,. Le 5 mai 1985, George Michael reprend la chanson en duo avec Smokey Robinson à l'occasion de la rénovation et du 50e anniversaire de l'Apollo Theater de New York. Le 28 juin 1986, il l'interprète pour la dernière fois en compagnie de son groupe lors de leur concert d'adieu au stade de Wembley, à Londres. De même, avant la sortie de Make It Big, George Michael se produit en solo pour interpréter sa première œuvre musicale le 23 août 1984 sur le plateau de l'émission britannique Top of the Pops, et le 16 mars 1985 en France, au cours de l'émission de télévision Champs-Élysées présentée par Michel Drucker. Pendant sa carrière solo, entre 1988 et 1991, et entre 2006 et 2008, George Michael continue de la chanter durant ses tournées. En août 2008, son interprétation au Earls Court de Londres est enregistrée pour une captation vidéo intitulée Live in London.

## Reprises

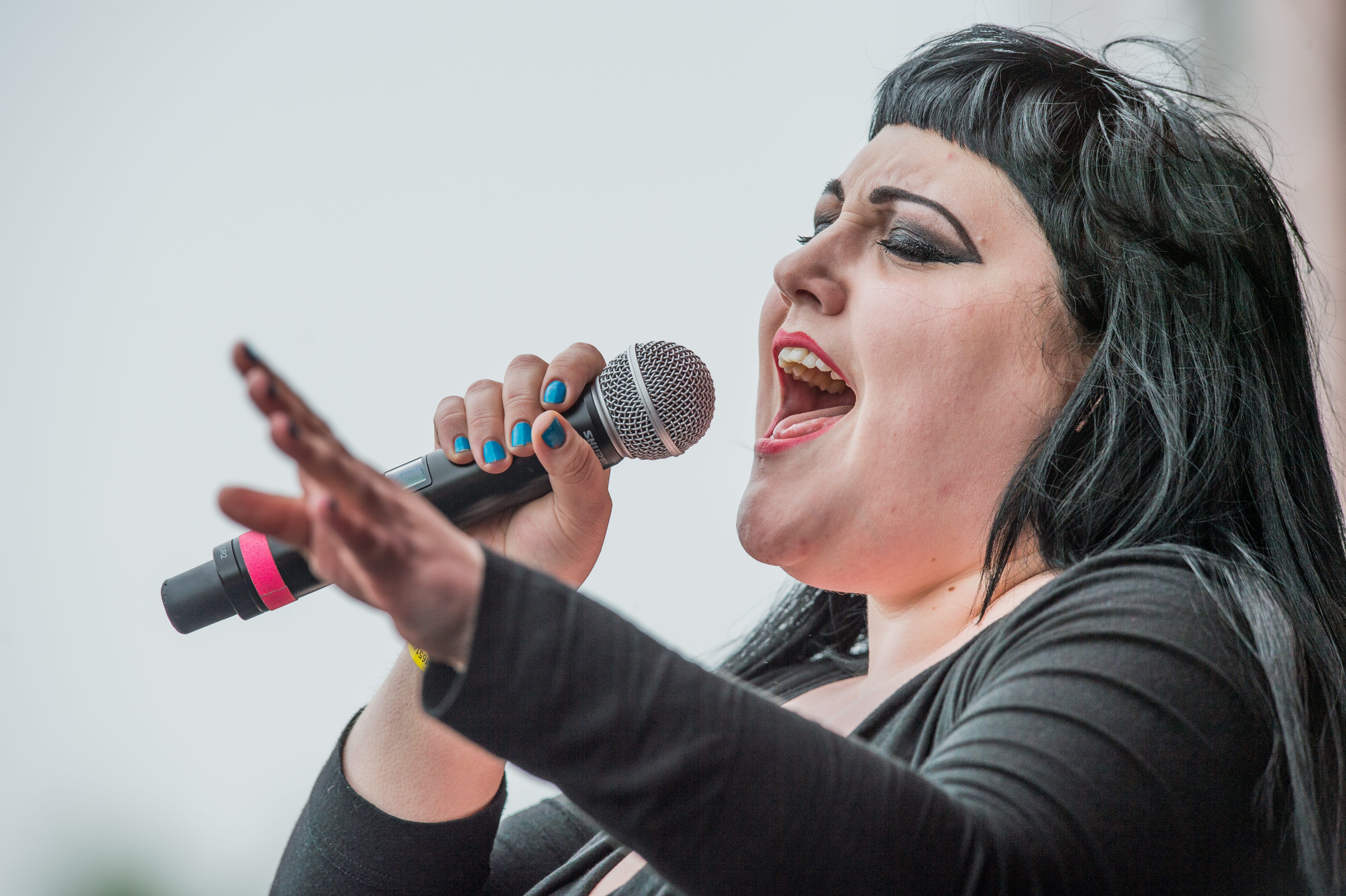
La chanteuse américaine Beth Ditto (ci-dessus, en 2012) et son groupe Gossip reprennent Careless Whisper en concert à Liverpool, en 2007.

Depuis sa sortie, la chanson Careless Whisper a été reprise dans de nombreux genres musicaux et dans des pays très différents. Dès 1984, la chanson est interprétée en japonais par Hideki Saijō et Hiromi Go. L'année suivante, elle est reprise par la chanteuse de soul américaine Nancy Wilson, mais aussi en espagnol sous le titre Absurda Confidencia par le Mexicain Pedro Fernández et même en chinois et en anglais par Anita Mui,,. En 1986, la chanteuse américaine Gloria Gaynor enregistre un album de reprises intitulé The Power of Gloria Gaynor. Sa version de Careless Whisper apparaît sur les nombreuses rééditions de cet album. En 1987, la chanteuse italienne Mina la reprend en anglais sur son album Rane Supreme, et Themis Adamantidis la chante également en grec,. En 1993, une version dance de Sarah Washington arrive à la 45e place du hit-parade britannique,. En 1998, la chanteuse canadienne Tamia l'interprète pour le film Une nuit au Roxbury, et ajoute sa version sur l'album studio qui porte son nom,. En 2001, le groupe féminin britannique Bananarama la sort en single accompagné d’un clip. En 2006 et 2008, elle est interprétée par les crooners Julio Iglesias et Barry Manilow. En 2009, la chanson est reprise par le groupe de metal alternatif sud-africain Seether. Shaun Morgan, le chanteur du groupe, déclare que cette chanson « fait partie de ces plaisirs coupables que nous avons tous ». En mai 2009, leur version atteint la 63e place du Billboard Hot 100 aux États-Unis. En 2014, le groupe de rock indépendant allemand Get Well Soon la reprend, ainsi que le groupe de bachata Grupo Extra, et en 2018, elle apparaît également sur l'album de reprises Love & Soul du chanteur d'origine rwandaise Corneille,. En 2019, une version de la chanteuse d'indie folk américaine Nataly Dawn est intégrée dans l'épisode Sans craindre la foudre de la série télévisée Watchmen.
Elle est aussi souvent jouée en concert par des artistes. En 2005, Ben Folds la chante en duo avec Rufus Wainwright lors d'un concert à Saratoga, en Californie. Leur prestation est incluse en 2011 dans une compilation de Ben Folds,. En 2007, le groupe de rock américain Gossip la chante à Liverpool, et l'ajoute comme titre bonus sur son album Live in Liverpool. La même année, le groupe enregistre sa version de la chanson pour une compilation de BBC Radio 1 intitulée Radio 1 Established 1967. Lors d'une interview, Beth Ditto, la chanteuse du groupe, raconte que George Michael lui a dit un jour que de toutes les reprises de Careless Whisper, la sienne était celle qu'il préférait. En 2014, le chanteur australien Anthony Callea la chante lors d'une série de concerts entièrement consacrée à des reprises du chanteur britannique. La même année, la Brésilienne Ivete Sangalo présente sur scène une version samba pendant une tournée célébrant ses vingt ans de carrière.
Les versions jazz sont récurrentes, comme celles du saxophoniste de smooth jazz américain Dave Koz. Il la joue d'abord en 1999 avec le chanteur de RnB américain Montell Jordan, puis à nouveau en 2014 pour accompagner le groupe de swing américain Scott Bradlee's Postmodern Jukebox,. En 2004, le saxophoniste Kenny G l'interprète avec Earl Klugh à la guitare et Brian McKnight au chant. Quatorze ans plus tard, il la reprend cette fois avec le groupe américain Train mené par Patrick Monahan. En 2008, le groupe québécois The Lost Fingers la joue à la façon du jazz manouche. Parmi les versions instrumentales existantes, on peut citer celle du flûtiste italien Severino Gazzelloni en 1985, du guitariste belge Francis Goya en 1986, du groupe de rock britannique The Shadows en 1987, du pianiste français Richard Clayderman qui la joue en 1988 puis en 1991 sous la direction du chef d'orchestre allemand James Last,, du trompettiste américain Fred Wesley en 1994, sans oublier celles des chefs d'orchestre français Caravelli et Paul Mauriat en 1985,.

## Fiche technique

### Versions
| A. | Careless Whisper                | 5:04 |
| B. | Careless Whisper (Instrumental) | 5:02 |

| A. | Careless Whisper (Extended Mix) | 6:30 |
| B. | Careless Whisper (Instrumental) | 5:02 |

| A.  | Careless Whisper (Extended Mix)    | 6:30 |
| B1. | Careless Whisper (Special Version) | 4:40 |
| B2. | Careless Whisper (Instrumental)    | 5:02 |

### Crédits
Andrew Ridgeley et George Michael ont composé ensemble la chanson Careless Whisper. Le chanteur en a assuré la production. L’enregistrement en studio a rassemblé les musiciens Trevor Morrell, à la batterie, Deon Estus — crédité sous le nom de Deon Estes —, à la basse, Hugh Burns, aux guitares acoustiques et électriques, Chris Parren — uniquement crédité sur le single —, et Anne Dudley (non créditée) aux claviers, Danny Cummings — uniquement crédité sur le single —, aux percussions. Les noms du saxophoniste Steve Gregory et du claviériste Andy Richards ne figurent que sur l'album Make It Big de Wham! George Michael a apporté sa voix, et a réalisé les chœurs et les arrangements. Chris Porter, assisté de Paul Gomersall, a participé à l'élaboration du morceau en tant qu’ingénieur du son.
Le design du single, agrémenté par les photographies de Tony McGee, est l’œuvre de l’agence Peter Saville Associates.

## Classements et certifications
| Classement (1984–1985)                 | Meilleure position |
| -------------------------------------- | ------------------ |
| Afrique du Sud (Springbok Radio)       | 1                  |
| Allemagne (GfK Entertainment)          | 3                  |
| Australie (Kent Music Report)          | 1                  |
| Autriche (Ö3 Austria Top 40)           | 2                  |
| Belgique (Flandre Ultratop 50 Singles) | 2                  |
| Canada (Adult Contemporary Tracks)     | 1                  |
| Canada (Top Singles)                   | 1                  |
| États-Unis (12 Inch Singles Sales)     | 3                  |
| États-Unis (Adult Contemporary)        | 1                  |
| États-Unis (Cash Box)                  | 1                  |
| États-Unis (Hot 100)                   | 1                  |
| États-Unis (Hot Black Singles)         | 8                  |
| Finlande (Suomen virallinen lista)     | 2                  |
| France (SNEP)                          | 3                  |
| Irlande (IRMA)                         | 1                  |
| Italie (FIMI)                          | 1                  |
| Japon (Oricon yōgaku shinguru)         | 1                  |
| Japon (Oricon)                         | 25                 |
| Norvège (VG-lista)                     | 2                  |
| Nouvelle-Zélande (RMNZ)                | 3                  |
| Pays-Bas (Nederlandse Top 40)          | 1                  |
| Pays-Bas (Single Top 100)              | 1                  |
| Royaume-Uni (UK Singles Chart)         | 1                  |
| Suède (Sverigetopplistan)              | 2                  |
| Suisse (Schweizer Hitparade)           | 1                  |

| Classement (2016–2017)                            | Meilleure position |
| ------------------------------------------------- | ------------------ |
| Australie (ARIA Digital Tracks) (Remastered 2006) | 47                 |
| Australie (ARIA)                                  | 64                 |
| Belgique (Flandre Back Catalogue Singles)         | 1                  |
| Espagne (PROMUSICAE)                              | 30                 |
| États-Unis (Hot 100)                              | 33                 |
| Finlande (Tilastot Suomen)                        | 13                 |
| France (SNEP)                                     | 7                  |
| France (SNEP Téléchargement)                      | 7                  |
| France (SNEP Streaming)                           | 128                |
| Hongrie (Single Top 40)                           | 10                 |
| Irlande (IRMA)                                    | 73                 |
| Israël (Media Forest)                             | 4                  |
| Italie (FIMI)                                     | 39                 |
| Japon (Hot 100)                                   | 31                 |
| Pays-Bas (Nederlandse Top 40)                     | 34                 |
| Pays-Bas (Single Top 100)                         | 73                 |
| Portugal (AFP)                                    | 52                 |
| Royaume-Uni (UK Singles Chart)                    | 44                 |
| Royaume-Uni (UK Download Chart)                   | 18                 |
| Suisse (Schweizer Hitparade)                      | 28                 |

| Classement (1984)              | Position |
| ------------------------------ | -------- |
| Allemagne (GfK Entertainment)  | 31       |
| Australie (Kent Music Report)  | 1        |
| Autriche (Ö3 Austria Top 40)   | 18       |
| Belgique (Flandre Ultratop 50) | 5        |
| France (SNEP)                  | 20       |
| Italie (FIMI)                  | 2        |
| Nouvelle-Zélande (RIANZ)       | 10       |
| Pays-Bas (Nederlandse Top 40)  | 3        |
| Pays-Bas (Single Top 100)      | 2        |
| Royaume-Uni (UK Singles Chart) | 5        |
| Suisse (Schweizer Hitparade)   | 9        |

| Classement (1985)                | Position |
| -------------------------------- | -------- |
| Afrique du Sud (Springbok Radio) | 3        |
| Canada (RPM)                     | 2        |
| États-Unis (Adult Contemporary)  | 4        |
| États-Unis (Cash Box)            | 5        |
| États-Unis (Hot 100)             | 1        |

| Pays                  | Certification | Ventes           |
| --------------------- | ------------- | ---------------- |
| Australie (ARIA)      | 2 × Platine   | 140 000 (2016)   |
| Canada (Music Canada) | Platine       | 80 000 (1985)    |
| France (SNEP)         | Argent        | 200 000 (1985)   |
| Italie (FIMI)         | Or            | 25 000 (2015)    |
| États-Unis (RIAA)     | Platine       | 1 000 000 (1992) |
| Royaume-Uni (BPI)     | 2 × Platine   | 1 500 000 (2017) |